# Heteropoda venatoria foveolata
Heteropoda venatoria là một phân loài nhện trong họ Sparassidae.
Loài này thuộc chi Heteropoda. Heteropoda venatoria foveolata được Tord Tamerlan Teodor Thorell miêu tả năm 1881.

## Hình ảnh

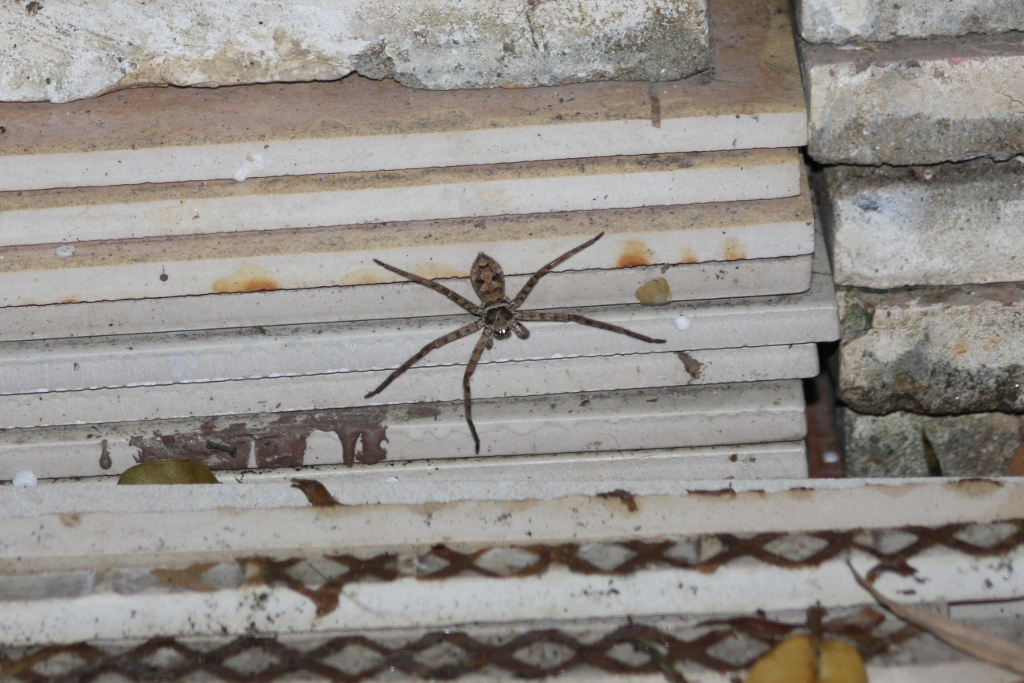
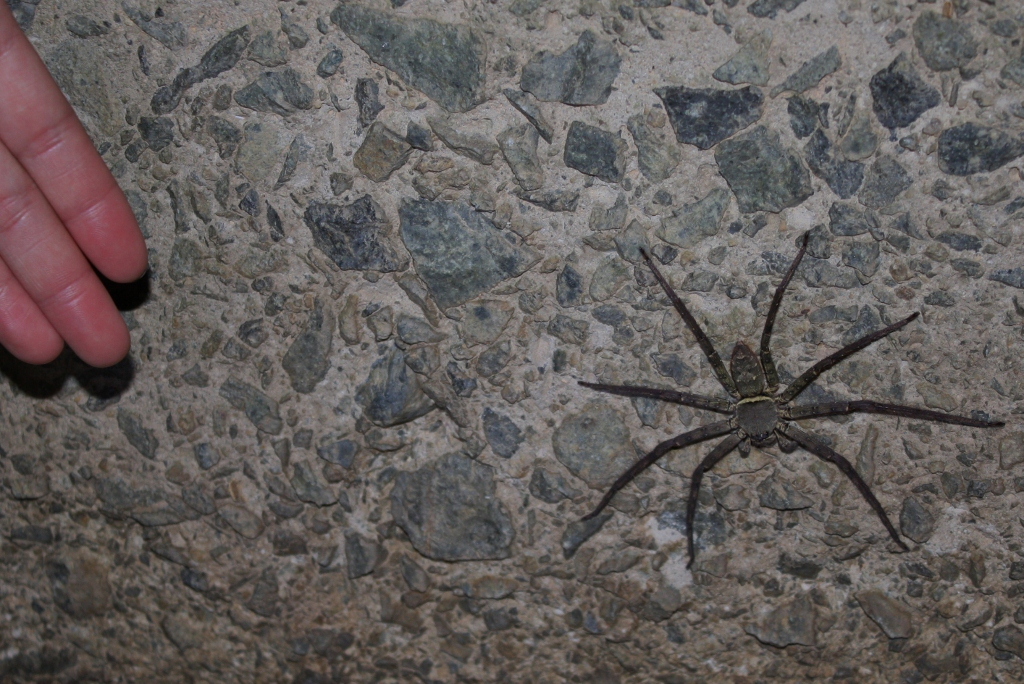
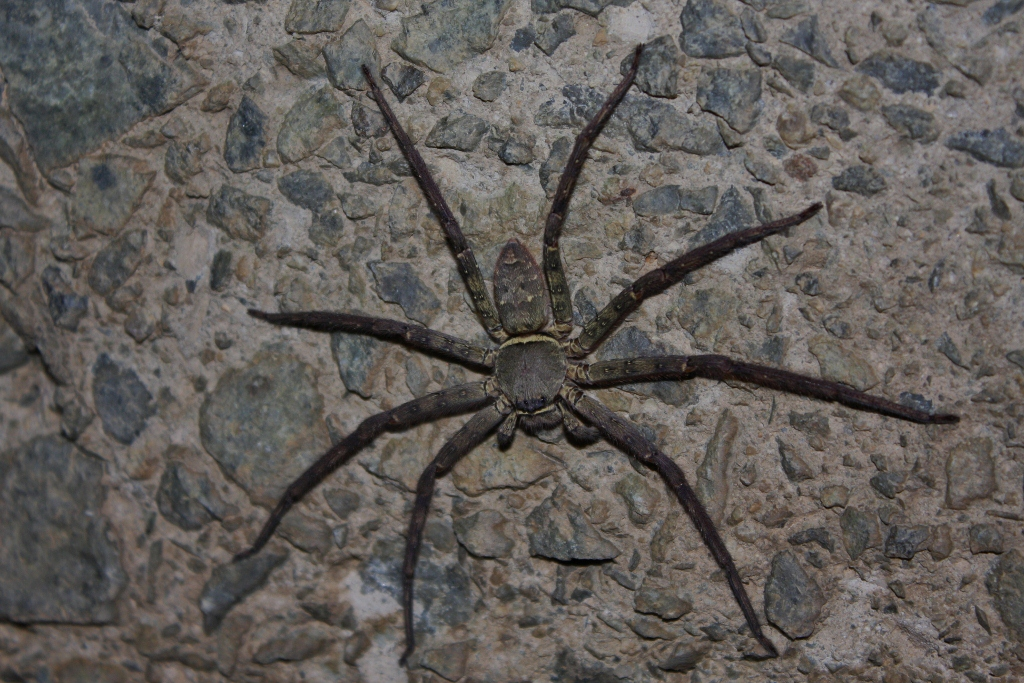
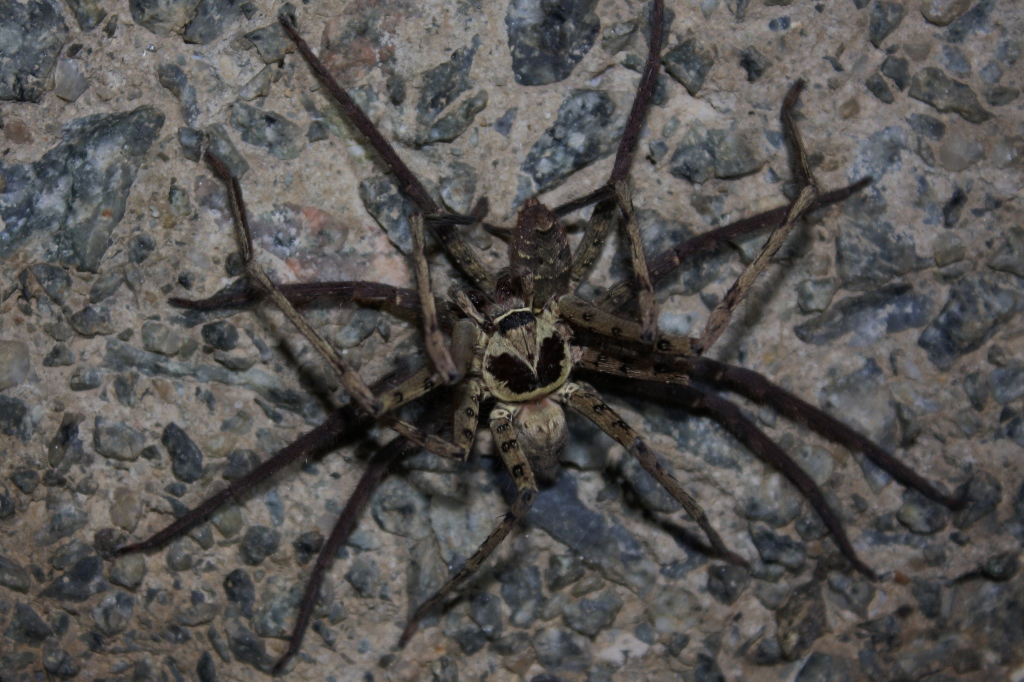